# Danh sách chi trong họ Hoa Hồng
Có khoảng 100–160 chi và 3.500–4.000 loài trong họ Hoa hồng. Hiện tại, Plants of the World Online công nhận 108 chi.

## A
- Adenostoma Hook. & Arn.
- Agrimonia L.
- Alchemilla L.
- Alniaria Rushforth
- Amelanchier Medik.
- × Amelasorbus Rehder
- Aphanes L. – đồng nghĩa với Alchemilla
- Aria (Pers.) J.Jacq. ex Host
- Argentina Hill
- Aronia Medik.
- Aruncus L.

## B
- Bencomia Webb & Berthel.
- Brachycaulos Dikshit & Panigrahi

## C
- Cercocarpus Kunth
- Chamaebatia Benth.
- Chamaebatiaria (Porter ex W.H.Brewer & S.Watson) Maxim.
- Chamaecallis Smedmark
- Chamaemeles Lindl.
- Chamaerhodos Bunge
- Chaenomeles Lindl.
- Cliffortia L.
- Coleogyne Torr.
- Coluria R.Br.
- Comarum  L.
- Cormus Spach
- Cotoneaster Medik.
- + Crataegomespilus
- Crataegus L.
- × Crataemespilus E.G.Camus – đồng nghĩa với Crataegus
- Cydonia Mill.

## D
- Dasiphora Raf.
- Dichotomanthes Kurz
- Docynia Decne. – đồng nghĩa với Malus
- Dryas L.
- Drymocallis Fourr. ex Rydb.
- Dunnaria Rushforth

## E
- Eriobotrya Lindl.
- Eriolobus (Ser.) M.Roem. – đồng nghĩa với Malus
- Exochorda Lindl.

## F
- Fallugia Endl.
- Farinopsis Chrtek & Soják
- Filipendula Mill.
- Fragaria L.

## G
- Geum L.
- Gillenia Moench
- Griffitharia Rushforth

## H
- Hagenia J.F.Gmel.
- Hedlundia Sennikov & Kurtto
- Hesperomeles Lindl.
- Heteromeles M.Roem. – đồng nghĩa với Photinia
- Holodiscus (K.Koch) Maxim.

## K
- Kageneckia Ruiz & Pav.
- Karpatiosorbus Sennikov & Kurtto
- Kelseya (S.Watson) Rydb.[2][3]
- Kerria DC.

## L
- Leucosidea Eckl. & Zeyh.
- Lindleya Kunth
- Luetkea Bong.
- Lyonothamnus A.Gray

## M
- Macromeles Koidz.
- Majovskya Sennikov & Kurtto[4]
- Malacomeles (Decne.) Decne.
- Malus Mill.
- Marcetella Svent.
- × Margyracaena Bitter
- Margyricarpus Ruiz & Pav.
- Mespilus L. – đồng nghĩa với Crataegus
- Micromeles Decne.

## N
- Neillia D.Don
- Neviusia A.Gray
- Normeyera Sennikov & Kurtto

## O
- Oemleria Rchb.
- Osteomeles Lindl.

## P
- Pentactina Nakai
- Peraphyllum Nutt.
- Petrophytum (Nutt.) Rydb.
- Phippsiomeles B.B.Liu & J.Wen
- Photinia Lindl.
- Physocarpus (Cambess.) Raf.
- Pleiosorbus L.H.Zhou & C.Y.Wu
- Polylepis Ruiz & Pav.
- Potaninia Maxim.
- Potentilla L.
- Pourthiaea Decne.
- Prinsepia Royle
- Prunus L.
- Pseudocydonia (C.K.Schneid.) C.K.Schneid.
- Purshia DC. ex Poir.
- Pyracantha M.Roem.
- × Pyraria A.Chev.
- Pyrus L.

## R

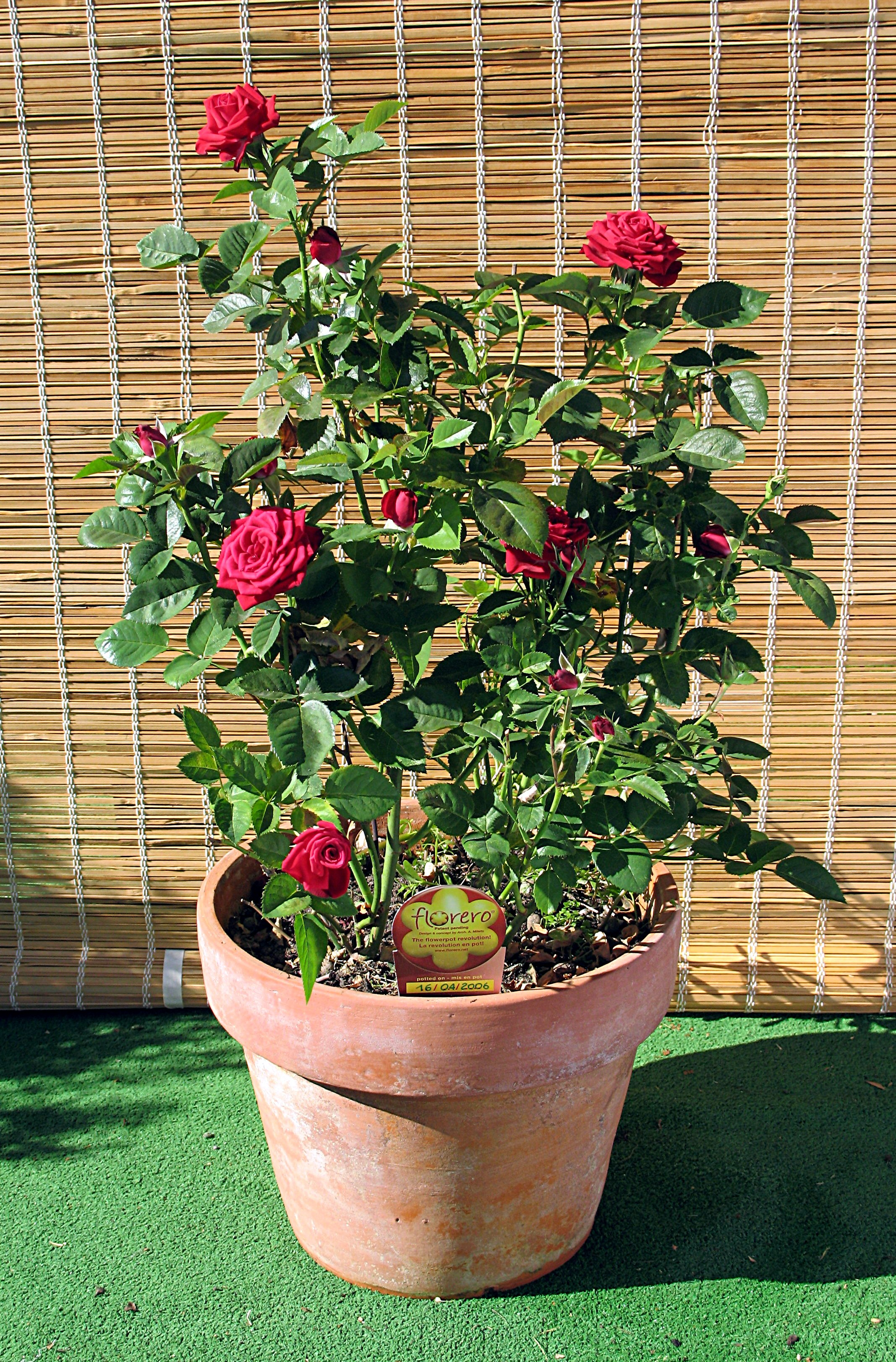
A hybrid rose genus Rosa.

- Rhaphiolepis Lindl.
- Rhodotypos Siebold & Zucc.
- Rosa L.
- Rubus L.

## S
- Sanguisorba L.
- Sarcopoterium Spach
- Scandosorbus Sennikov
- Sibbaldia L.
- Sibbaldianthe Juz.
- Sibbaldiopsis Rydb. – đồng nghĩa với Sibbaldia
- Sibiraea Maxim.
- Sieversia Willd.
- Sorbaria (Ser. ex DC.) A.Braun
- × Sorbaronia C.K.Schneid.
- × Sorbocotoneaster Pojark.
- × Sorbomeles Sennikov & Kurtto
- × Sorbopyrus C.K.Schneid. (unplaced)
- Sorbus L.
- Spenceria Trimen
- Spiraea L.
- Spiraeanthus (Fisch. & C.A.Mey.) Maxim.
- Stranvaesia Lindl.

## T
- Tetraglochin Poepp.
- Thomsonaria Rushforth
- Torminalis Medik.

## V
- Vauquelinia Corrêa ex Bonpl.

## W
- Waldsteinia Willd.
- Wilsonaria Rushforth

## X
- Xerospiraea Henrard